# Batterie atomique
Pour les articles homonymes, voir Batterie.
Les termes batterie atomique, batterie nucléaire et générateur à radio-isotopes sont utilisés pour décrire un dispositif qui utilise l'énergie de la désintégration d'un isotope radioactif pour produire de l'électricité. Il s'agit généralement de générateurs bêtavoltaïques.
Comme les réacteurs nucléaires, ils produisent de l'électricité à partir de l'énergie atomique, mais diffèrent en ce qu'ils n'utilisent pas de réaction en chaîne. Par rapport à d'autres types de piles, ces dispositifs sont plus coûteux, mais leur durée de vie est extrêmement longue et la densité d'énergie est meilleure. Elles sont principalement utilisées comme sources d'énergie pour les équipements qui doivent fonctionner sans surveillance pendant de longues périodes de temps (10 à 20 ans), comme les sondes spatiales, les stimulateurs cardiaques, les systèmes sous-marins et les stations scientifiques dans les régions reculées du monde,.

## Histoire

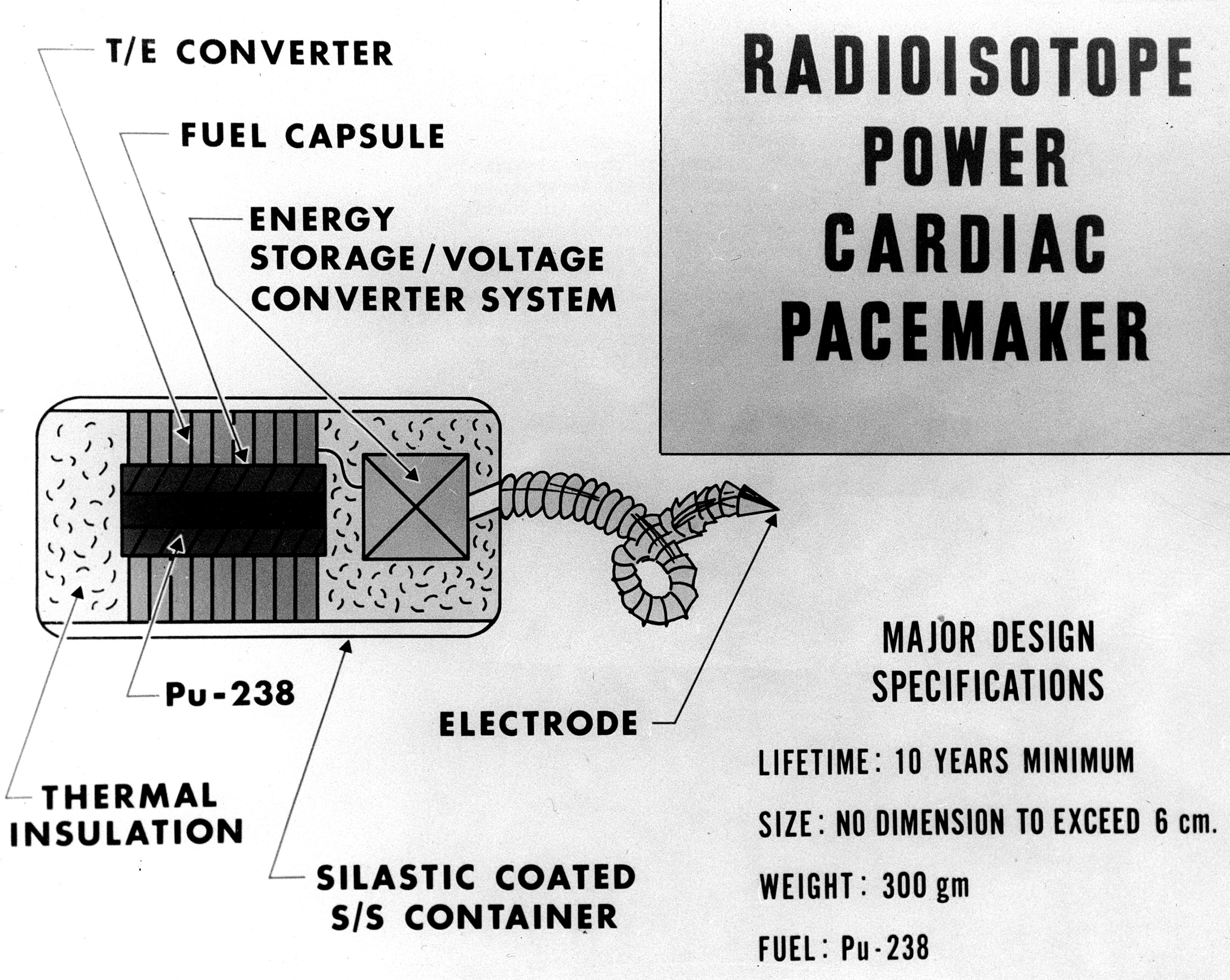
Un pacemaker cardiaque à energie atomique (radioisotope-powered) développé par la Commission de l'énergie atomique des États-Unis (1967)

La technologie de la batterie nucléaire remonte à 1913, lorsque Henry Moseley expérimente le générateur bêtavoltaïque. Ce nouveau domaine suscite rapidement de l'intérêt pour les applications nécessitant des sources d'énergie longue durée. Ce sera notamment le cas pour les besoins spatiaux au cours des années 1950 et 1960. 
En 1954, RCA étudie une petite batterie atomique pour les petits récepteurs radio et les prothèses auditives.
Depuis la recherche initiale et le développement de RCA au début des années 1950, de nombreux types de production et stockage d'électricité à partir de radionucléïdes. Les fondements et principes scientifiques sont bien connus, mais la technologie d'industrialisation à échelle nanométrique requise par les besoins modernes sont encore en développement. On aimerait pouvoir ainsi alimenter des stimulateurs cardiaques, cœurs artificiels, et d’autres objets nécessitant une alimentation fiable, durable et propre.

## Origines du besoin et applications modernes
Certains objets ambiants et une nouvelle génération d'objets communicants nécessitent de nouvelles approches en matière de minitaturisation de leur alimentation électrique, et en termes de très longue autonomie. 
Parmi ces pistes on cite les alimentations héritées du monde vivant utilisant les molécules d'ATP, les micromoteurs à combustion, les batteries nucléaires.

## Principe
Il s'agit de créer un système transformant l'énergie libérée par la décroissance radioactive en énergie électrique, et de confiner cet ensemble dans un dispositif contenant la batterie et le micro dispositif à alimenter
La décroissance radioactive libère des électrons qui, en bombardant le pôle négatif de la batterie, créent une différence de potentiel capable d'engendrer un courant électrique pouvant ainsi d'alimenter un micro-équipement. 
Pour éviter que les électrons atteignent indifféremment les pôles négatif et positif, un vide est créé entre ces pôles et les électrons sont forcés à cheminer du matériau radioactif au pole négatif par un minuscule fil conducteur. L'énergie globale émise par le radioélément n'est pas entièrement transformée en émission de particules chargées (les électrons qui vont créer l'énergie électrique utile) mais une grande partie de cette énergie est restituée sous forme de chaleur qui pourrait à son tour être exploitée par un micro équipement à alimenter.
Les ingénieurs atomistes de l'Université du Wisconsin à Madison ont exploré les perspectives de fabrication de minuscules batteries qui exploitent la décroissance naturelle de radioéléments tels que le polonium ou le curium pour produire de l'énergie électrique capable d'alimenter des applications de faible puissance. Ces dispositifs qui s'apparentent aux MEMS (micro electromechanical systems) ont une taille de l'ordre de 60 à 70 microns.
Ces micro batteries, extrêmement légères, sont cependant juste assez puissantes pour alimenter de petits dispositifs nanoscopique.
Plus récemment, la start-up chinoise Betavolt a créé une batterie atomique miniature BV100 intégrant une source de nickel-63, un isotope radioactif du nickel, pur émetteur bêta, qui n’existe pas dans la nature, extrait des déchets d'installations nucléaires, dont la période radioactive est de 100,1 ans, et qui donne naissance au 63Cu stable. Sa densité énergétique est 10 fois meilleures que celle des batteries au lithium, et sa durée de vie serait de 50 ans environ (sans recharge ni entretien), mais le premier modèle (2024) n'a qu'une puissance de 100 microwatts, et une tension de 3 volts, ce qui ne permet pas encore d'alimenter des appareils courants de type smartphone ou ordinateur. Betavolt dit préparer des batteries plus puissantes, basées sur d’autres isotopes radioactifs.

## Radioisotopes utilisés à l'heure actuelle
Les batteries atomiques utilisent des radio-isotopes qui produisent des particules bêta à faible énergie ou parfois des particules alpha d'énergies diverses. Des particules bêta à faible énergie sont nécessaires pour empêcher la production de rayonnement Bremsstrahlung pénétrant à haute énergie et qui nécessiterait un blindage important. Les radio-isotopes tels que le tritium, le nickel-63, le promethium-147 et le technétium-99 ont été testés. Le plutonium-238, le curium-242, le curium-244 et le strontium-90 ont également été exploités.